# Kosmogen nuklid
Kosmogen nuklid (eller kosmogen isotop) är en sällsynt nuklid (eller isotop) som skapas när högenergetisk kosmisk strålning interagerar med atomkärnan i en atom, på ett sådant sätt att kärnpartiklar (protoner och neutroner) slås ut ur atomen.
Kosmogena isotoper kan produceras på jorden i fast material som berg eller jord, i jordens atmosfär, men och också i objekt utanför jorden, som till exempel meteoriter. Genom att studera kosmogena isotoper kan forskarna få insikt i många olika geologiska och astronomiska processer. Det finns både radioaktiva och stabila kosmogena isotoper. Några av de radioaktiva isotoperna är tritium, kol-14 och fosfor-32.
Vissa lätta (lågt atomnummer) urnuklider (isotoper av litium, beryllium och bor) tros ha skapats inte bara under Big bang, utan också (och kanske främst) ha skapats efter Big bang, men före kondensering av solsystemet, genom processen av kosmisk strålning på interstellär gas och stoft. Detta förklarar deras högre överskott av kosmiskt stoft jämfört med deras överskott på jorden. Detta förklarar också överskottet av de tidiga övergångsmetallerna strax före järn i det periodiska systemet – den kosmiska strålningen av järn producerar skandium genom krom å ena sidan och helium genom bor å andra sidan. Emellertid förhindrar, den godtyckliga definitionen av kosmogena nuklider bildade "in situ i solsystemet" (vilket betyder inuti en redan aggregerad del av solsystemet), urnuklider som bildas av kosmisk strålning före bildandet av solsystemet från att kallas "kosmogena nuklider" – även om mekanismen för deras bildning är exakt densamma. Dessa samma nuklider anländer fortfarande till jorden i små mängder i kosmisk strålning, och bildas i meteoriter, i atmosfären, på jorden, "kosmogentiskt". Emellertid finns beryllium (allt stabilt beryllium-9) primärt i solsystemet i mycket större mängder, efter att ha funnits före kondensationen av solsystemet och således närvarande i de material som solsystemet bildades av. 
För att göra skillnad på ett annat sätt, bestämmer tidpunkten för deras bildande vilken delmängd av kosmisk strålspallationsproducerade nuklider som kallas primordiala eller kosmogena (en nuklid kan inte tillhöra båda klasserna). Enligt konvention anses vissa stabila nuklider av litium, beryllium och bor ha producerats av kosmisk strålning under tidsperioden mellan Big bang och solsystemets bildande (som gör dessa urnuklider, per definition) inte benämnts "kosmogena", trots att de bildades genom samma process som de kosmogena nukliderna (fast vid en tidigare tidpunkt). Urnukliden beryllium-9, den enda stabila berylliumisotopen, är ett exempel på denna typ av nuklid. 
Däremot, även om de radioaktiva isotoperna beryllium-7 och beryllium-10 faller in i denna serie av tre lätta grundämnen (litium, beryllium, bor) som mestadels bildas genom nukleosyntes av kosmisk strålning, har båda dessa nuklider för korta halveringstider (53 dygn respektive ca 1,4 miljoner år) för att de skulle ha bildats före bildandet av solsystemet, och därför kan de inte vara primordiala nuklider. Eftersom den kosmiska strålningens spallationsväg är den enda möjliga källan till beryllium-7 och beryllium-10 naturligt i miljön, är de därför kosmogena.

## Kosmogena nuklider
Nedanstående lista över radioisotoper som bildas genom inverkan av kosmisk strålning  innehåller också isotopens produktionsläge. De flesta kosmogena nuklider bildas i atmosfären, men några bildas in situ i jord och sten som utsätts för kosmisk strålning, särskilt kalcium-41 i tabellen nedan.
| Isotop       | Formeringssätt                    | halveringstid |
| ------------ | --------------------------------- | ------------- |
| 3H (tritium) | 14N(n,12C)T                       | 12.3 år       |
| 7Be          | Spallation (N och O)              | 53,2 dygn     |
| 10Be         | Spallation (N och O)              | 1 387 000 år  |
| 11C          | Spallation (N och O)              | 20,3 min      |
| 14C          | 14N(n,p)14C                       | 5 730 år      |
| 18F          | 18O(p,n)18F och spallation (Ar)   | 110 min       |
| 22Na         | Spallation (Ar)                   | 2,6 år        |
| 24Na         | Spallation (Ar)                   | 15 timmar     |
| 28Mg         | Spallation (Ar)                   | 20,9 timmar   |
| 26Al         | Spallation (Ar)                   | 717 000 år    |
| 31Si         | Spallation (Ar)                   | 157 min       |
| 32Si         | Spallation (Ar)                   | 153 år        |
| 32P          | Spallation (Ar)                   | 14,3 dygn     |
| 33P          | Spallation (Ar)                   | 25,3 dygn     |
| 34mCl        | Spallation (Ar)                   | 34 min        |
| 35S          | Spallation (Ar)                   | 87,5 dygn     |
| 36Cl         | 35Cl (n,γ)36Cl                    | 301 000 år    |
| 37Ar         | 37Cl (p,n)37Ar                    | 35 dygn       |
| 38Cl         | Spallation (Ar)                   | 37 min        |
| 39Ar         | 40Ar (n,2n)39Ar                   | 269 år        |
| 39Cl         | 40Ar (n,np)39Cl & spallation (Ar) | 56 min        |
| 41Ar         | 40Ar (n,γ)41Ar                    | 110 min       |
| 41Ca         | 40Ca (n,γ)41Ca                    | 102 000 år    |
| 81Kr         | 80Kr (n,γ) 81Kr                   | 229 000 år    |
| 129I         | Spallation (Xe)                   | 15 700 000 år |

### Tillämpningar i geologi listade efter isotop
| grundämne | massa | halveringstid (år) | typisk tillämpning                               |
| --------- | ----- | ------------------ | ------------------------------------------------ |
| beryllium | 10    | 1 387 000          | exponeringsdatering av sten, jord, iskärnor      |
| aluminium | 26    | 720 000            | exponeringsdatering av sten, sediment            |
| klor      | 36    | 308 000            | exponeringsdatering av sten, grundvattenspårning |
| kalcium   | 41    | 103 000            | exponeringsdatering av kol                       |
| jod       | 129   | 15 700 000         | grundvattenspårning                              |
| kol       | 14    | 5 730              | radiokoldatering                                 |
| svavel    | 35    | 0,24               | vattenuppehållstider                             |
| natrium   | 22    | 2,6                | vattenuppehållstider                             |
| tritium   | 3     | 12,32              | vattenuppehållstider                             |
| argon     | 39    | 269                | grundvattenspårning                              |
| krypton   | 81    | 229 000            | grundvattenspårning                              |

## Användning i geokronologi
Som framgår av tabellen ovan finns det ett stort antal användbara kosmogena nuklider som kan mätas i jord, stenar, grundvatten och atmosfären. Dessa nuklider delar alla det gemensamma draget att de saknas i värdmaterialet vid tidpunkten för bildandet. Dessa nuklider är kemiskt distinkta och delas in i två kategorier. Nukliderna av intresse är antingen ädelgaser som på grund av sitt inerta beteende i sig inte är fångade i ett kristalliserat mineral eller har en tillräckligt kort halveringstid så att den har sönderfallit sedan nukleosyntesen, men en tillräckligt lång halveringstid så att den har byggts upp i uppmätbara koncentrationer. Den förra är mätning av förekomst av 81Kr och 39Ar medan den senare är mätning av förekomst av 10Be, 14C och 26Al. 
Tre typer av kosmisk strålningsreaktion kan inträffa när kosmisk strålning träffar materia som i sin tur producerar uppmätta kosmogena nuklider.
- spallation av kosmisk strålning, som är den vanligaste reaktionen nära markytan (typiskt 0 till 60 cm nedanför) och kan skapa sekundära partiklar som kan orsaka ytterligare reaktion vid interaktion med andra kärnor kallad kollisionskaskad .
- myoninfångning, som tränger ned till ett djup av några meter under markytan eftersom myoner i sig är mindre reaktiva. I vissa fall kan högenergimyoner nå större djup.[8]
- neutroninfångning, som på grund av neutronens låga energi fångas in i en kärna, oftast av vatten, men denna process är starkt beroende av snö, markfuktighet och koncentrationer av spårämnen.

## Korrigeringar för kosmiska strålflöden
Eftersom jorden buktar ut vid ekvatorn och bergen och djupa havsgravar tillåter avvikelser på flera kilometer i förhållande till en jämnt slät sfäroid, bombarderar kosmiska strålar jordens yta ojämnt baserat på latitud och höjd. Sålunda måste många geografiska och geologiska överväganden förstås för att kosmisk strålflöde ska kunna bestämmas korrekt. Atmosfärstrycket, till exempel, som varierar med höjden, kan förändra produktionshastigheten av nuklider i mineraler med en faktor 30 mellan havsnivån och toppen av ett 5 km högt berg. Även variationer i markens lutning kan påverka hur långt högenergimyoner kan penetrera underytan. Geomagnetisk fältstyrka som varierar över tiden påverkar produktionshastigheten för kosmogena nuklider även om vissa modeller antar att variationer av fältstyrkan beräknas i medeltal över geologisk tid och inte alltid beaktas.